# Mishels Liaba
Mishels Liaba (født d. 13. september 1995 i Netanya, Israel) er en norsk håndboldspiller, som spiller i Önnereds HK i den svenske Handbollsligan.
Han har tidligere optrådt for norske Kolstad Håndball, Elverum Håndball, svenske Alingsås HK og danske Aalborg Håndbold og Fredericia HK.